# Palaeochrysophanus mirus
Palaeochrysophanus mirus är en fjärilsart som beskrevs av Ruggero Verity 1913. Palaeochrysophanus mirus ingår i släktet Palaeochrysophanus och familjen juvelvingar. Inga underarter finns listade i Catalogue of Life.